# Курлек (Красногорський район)
Курле́к (рос. Курлек) — селище у складі Красногорського району Алтайського краю, Росія. Входить до складу Новозиковської сільської ради.

## Населення
Населення — 25 осіб (2010; 38 у 2002).
Національний склад (станом на 2002 рік):
- росіяни — 60 %
- кумандинці — 29 %